# Ženeva (kanton)
Ženeva, plným názvem Republika a kanton Ženeva (francouzsky République et Canton de Genève, německy Genf, italsky Ginevra, rétorománsky Genevra), je nejzápadnější švýcarský kanton, rozkládající se na jihozápadě Švýcarska při jižním břehu Ženevského jezera. Nachází se ve frankofonním Švýcarsku (tzv. Romandie), je součástí přeshraničního metropolitního regionu Ženeva-Lausanne a sousedí s Francií a kantonem Vaud. Hlavním městem je stejnojmenné město Ženeva.

## Název
Podobně jako kantony Ticino, Neuchâtel či Jura, nazývá i tento kanton sám sebe republikou, která je členem Švýcarské konfederace. Kanton je pojmenován po svojí metropoli Ženevě, díky níž je jednou z nejkosmopolitnějších oblastí Švýcarska. Ženeva byla také centrem kalvinistické revoluce, což má na celý kanton obrovský vliv.

## Geografie

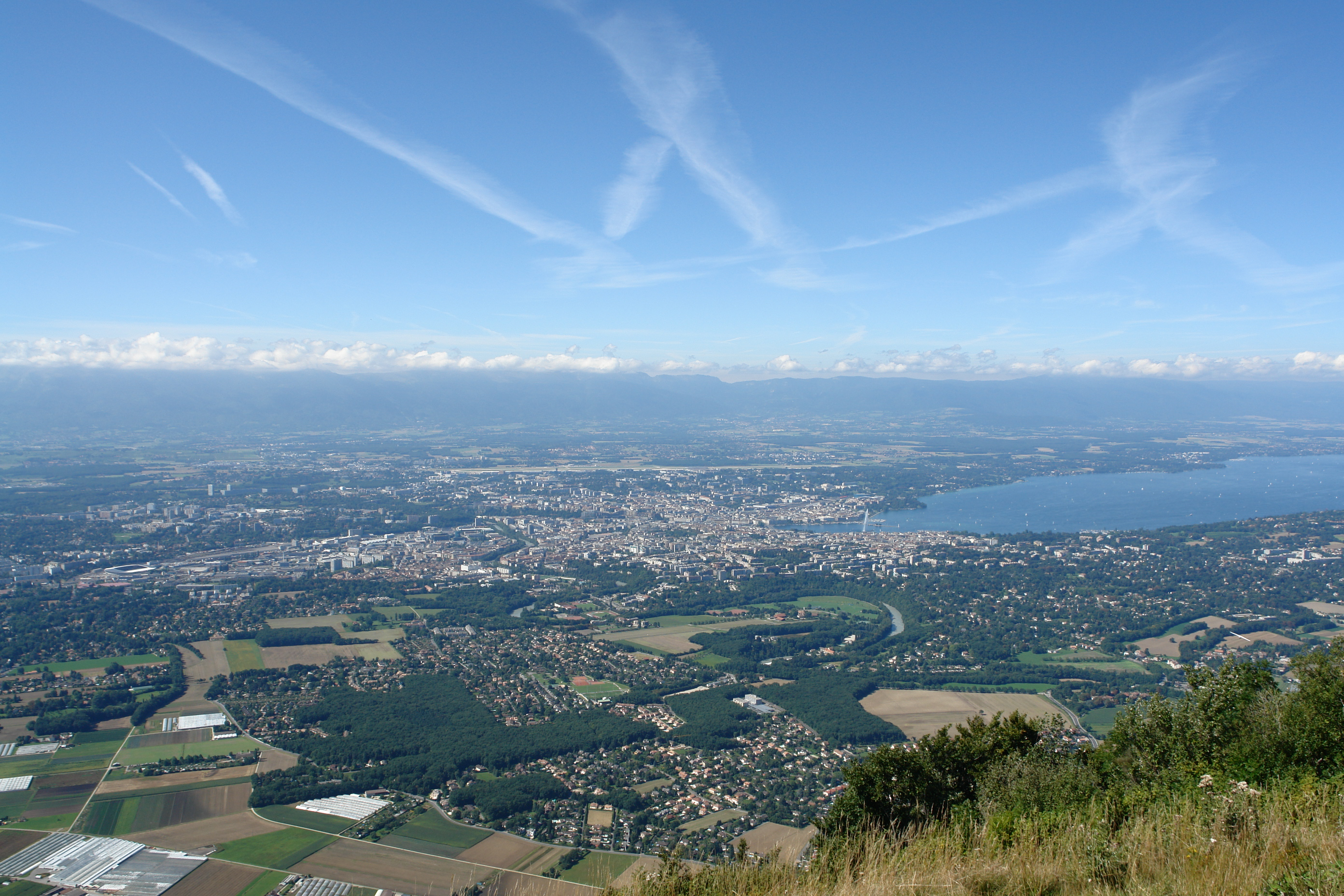
Ženeva

Kanton Ženeva tvoří jihozápadní cíp Švýcarska. Nachází se v Romandii (francouzsky mluvící Švýcarsko) a je téměř zcela obklopen francouzským územím: jeho hranice s Francií (jejími departementy Ain a Haute-Savoie) je dlouhá 103 kilometrů, zatímco hranice se švýcarským kantonem Vaud je dlouhá pouze 4,5 kilometru. S jinými švýcarskými kantony Ženeva nesousedí.
Kanton obklopuje jihozápadní cíp Ženevského jezera při odtoku Rhôny do Středozemního moře. Druhou významnou řekou je Arve, která se v Ženevě vlévá do Rhôny a pramení v Chamonix. Kanton leží v tzv. Ženevské kotlině („cuvette genevoise“) mezi čtyřmi nejvyššími vrcholy pohoří Jura a francouzskými horami Vuache, Salève a Voirons. Krajina je kopcovitá. Nejvyšším bodem (516 m n. m.) je hraniční kámen č. 141 u Les Arales v osadě La Monniaz v obci Jussy. Nejnižší bod (340 m n. m.) je zároveň nejzápadnějším bodem Švýcarska a leží na řece Rhôně u Chancy.
Obec Céligny tvoří dvě exklávy kantonu Ženeva v kantonu Vaud na pravém břehu Ženevského jezera.

## Historie

### Nejstarší historie
Ženeva (Genava) se poprvé objevuje v historii jako opevněné pohraniční město Allobrogů proti Helvéciům a spolu s nimi se dostala pod římskou nadvládu kolem roku 120 př. n. l. Julius Caesar zabránil Helvéciům v roce 58 př. n. l. překročit Rhônu ze Ženevy. Křesťanství se do města dostalo brzy z Lyonu, který se údajně stal sídlem biskupa již v roce 381. V roce 443 připadla Ženeva Burgunďanům a stala se jedním z jejich hlavních měst, v roce 532 připadla spolu s Burgundskem Frankům, v roce 888 Novoburgundské říši a v roce 1032 spolu s ní Svaté říši římské.
Biskupové města se brzy vymanili z jurisdikce hrabat ženevského gau (pagus genevensis) a Fridrich Barbarossa je v roce 1162 formálně uznal za ženevská knížata; ale vždy museli bojovat proti vpádům ženevských hrabat, dokud je nevytlačila mocnější savojská hrabata, která v roce 1291 získala právo jmenovat vidomského (Vicedominus), který jménem biskupa vykonával spravedlnost pro světské obyvatele města. Přibližně ve stejné době položili ženevští občané základy své svobody tím, že založili radu v čele se syndiky, organizaci uznanou biskupem v roce 1309.

### Středověk

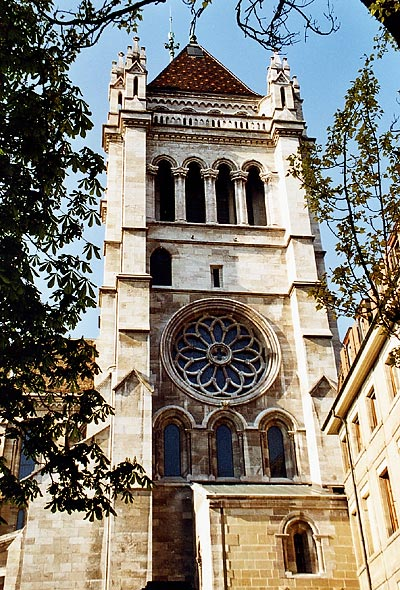
Katedrála sv. Petra a Pavla v Ženevě

Poté, co savojský rod získal ženevský venkov po vymření ženevských hrabat a v roce 1415 získal titul vévody, se však snažil město, které bylo základem jeho území kolem Ženevského jezera, zcela ovládnout. Zdvořilost římské kurie umožnila vévodům koncem 15. století obsadit biskupský stolec mladšími syny nebo bastardy svého rodu, ale smysl pro svobodu ženevských občanů všechny jejich plány zhatil.
Vlastenecký spolek „ženevských dětí“ (enfants de Genève), vedený Philibertem Berthelierem, Bezansonem Huguesem a Françoisem Bonivardem, hledal záchranu před násilím vévody Karla III. Savojského (1504–1553) tím, že se připojil ke Konfederaci. Když byl Fribourg v roce 1519 přesvědčen, aby se připojil ke spojenectví, podařilo se vévodovi přesvědčit švýcarský sněm, aby ho odvolal, načež obsadil Ženevu vojskem. Brzy byl nucen město opustit kvůli hrozbám z Fribourgu. Biskup se však nechal od vévody vyvést z míry, Berthelier byl sťat a savojská nadvláda tížila město několik let, až se uprchlému Bezansonu Huguesovi podařilo 11. března 1526 přesvědčit nejen Fribourg, ale i Bern, aby uzavřel se Ženevou smlouvu o spojenectví.

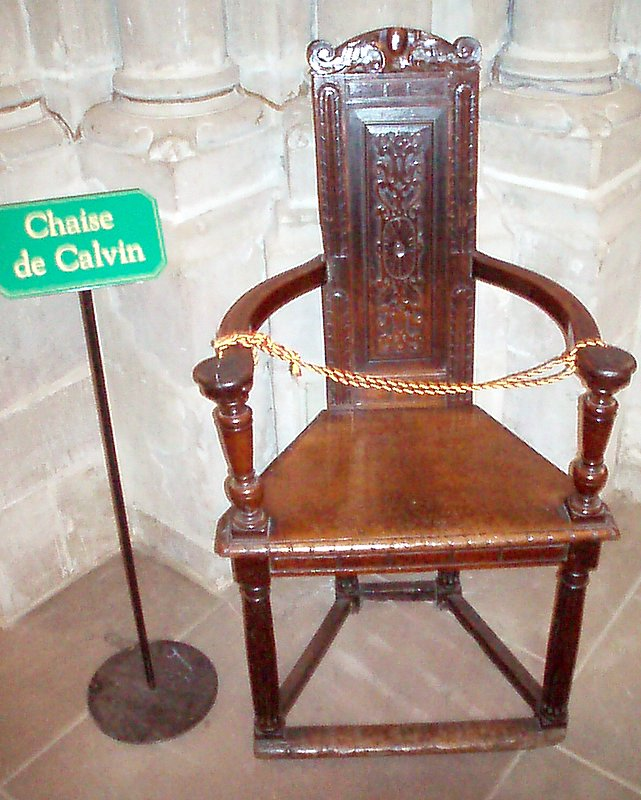
Kalvínova židle v ženevské katedrále

Reformační myšlenky se v ženevské církvi rozvíjely ještě před reformací: Antoine Champion, ženevský biskup, již 7. května 1493, tedy několik let před Lutherem, sdělil duchovenstvu to, co se stalo také důležitými požadavky reformátorů:
| „                  | Lidé zasvěcení službě Bohu se musí vyznačovat čistým životem, ale naši kněží se nyní oddali všem neřestem a vedou hříšnější život než ostatní stádo. Někteří nosí rozevlátý oděv, jiní si nasazují válečnické přilby, oblékají červené sutany nebo kyrysy, navštěvují trhy, navštěvují krčmy a nevěstince, chovají se jako komedianti nebo potulní herci, skládají falešné přísahy, půjčují na pěšáky a hanebně prodávají odpustky křivopřísežníkům a vrahům | “ |
| — Antoine Champion | |   |

Reformace uvrhla Ženevu do nového zmatku. Zatímco Bern požadoval svobodné kázání pro Guillauma Farela, Fribourg požadoval jeho zákaz, a když ženevský koncil váhal, prohlásil v květnu 1534 své spojenectví za zaniklé. To vévodu povzbudilo, aby po dohodě s katolickými švýcarskými kantony obnovil své plány proti Ženevě, která se nyní zcela obrátila k reformaci, a znovu ji přivedl do největší tísně. Když francouzský král František I. usiloval o obsazení města, Bern ho předběhl, odebral vévodovi Vaud a v únoru 1536 Ženevu osvobodil.
V červenci přijel do Ženevy Jan Kalvín, který na pozvání Farela zůstal a začal spolu s ním z kazatelny vyučovat poselství reformace, jež kromě přesvědčení o spasení z pouhé milosti a skrze Krista přispělo také k zásadním prvkům moderního chápání státu, jako je svoboda vyznání, odluka církve od státu a manželství jako občanský svazek. Kalvín nebyl po celý svůj život ženevským občanem a nikdy nezastával žádnou politickou funkci. Navzdory svému učení o dvou oddělených sférách moci, církvi a státu, však prosazoval morální odpovědnost politických autorit. To vedlo k proměně politického a společenského života. Církev řídila konzistoř, nezávislá na ženevské vládě, složená z duchovních a „dvanácti starších“.
Příslušnost Ženevy ke Švýcarsku ještě více utužilo „věčné hradní právo“ s Bernem a Curychem z 30. srpna 1584; pět katolických měst však o to urputněji odmítalo všechny žádosti o přijetí města za člena celé konfederace a savojští vévodové, kteří s nimi byli od roku 1560 ve spolku, znovu ohrožovali svobodu Ženevy. V noci z 11. na 12. prosince (podle starého kalendáře) 1602 se Karel Emanuel I. Savojský pokusil překvapivě dobýt město; 300 Savojců již vyšplhalo po hradbách po začerněných žebřících, když byli objeveni a zahnáni na útěk. Ženeva stále slaví výročí tohoto šťastně poraženého útoku Escalade de Genève. V míru ze Saint-Julien z roku 1603 vévoda uznal nezávislost města na Rhôně, proti kterému se dlouho bojovalo z politických i náboženských důvodů.

### 18. století

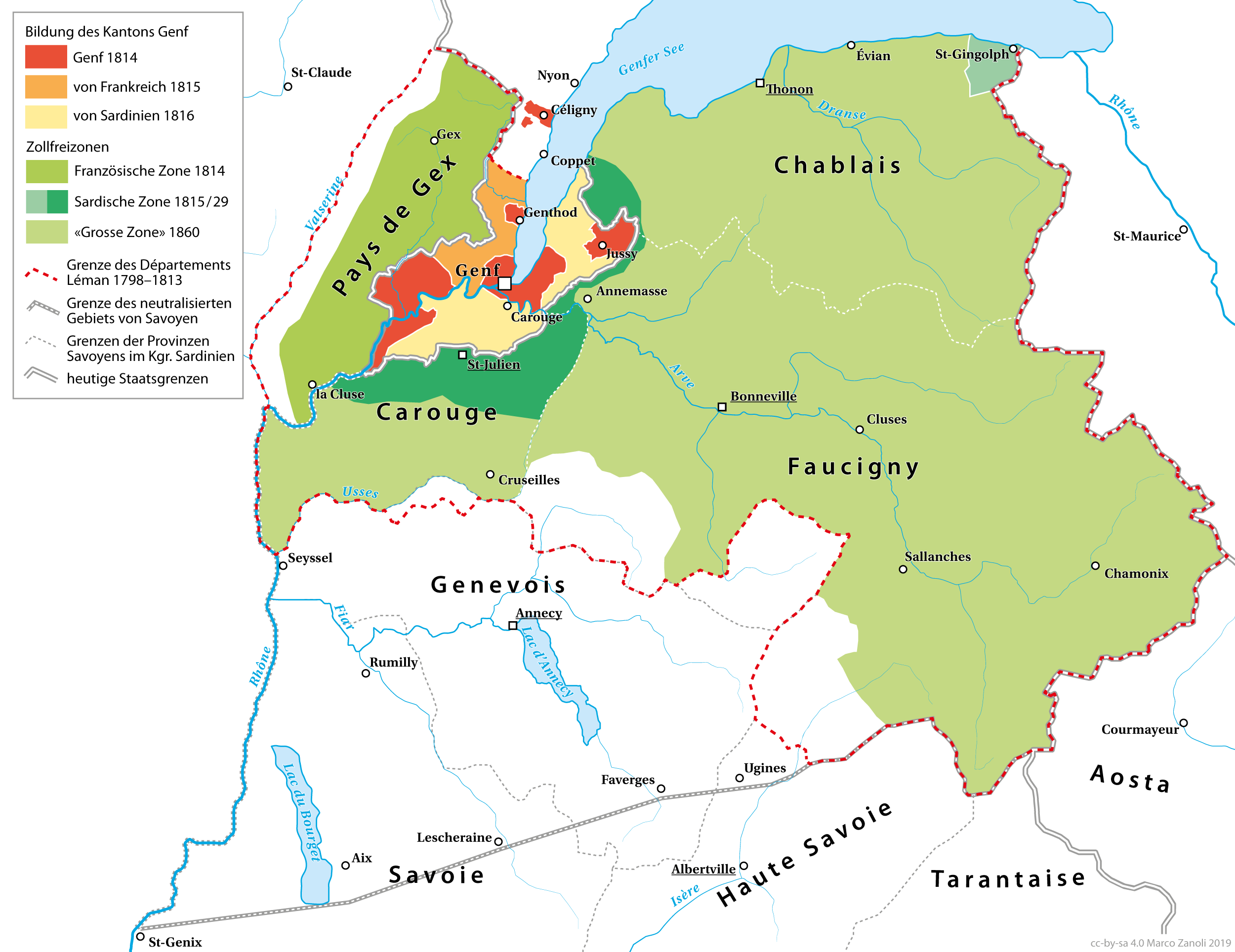
Mapa území a vzniku kantonu Ženeva na počátku 19. století

V 18. století však Ženeva začala přitahovat pozornost Evropy řadou revolučních hnutí. V roce 1707 požadovali občané pod vedením právníka a radního Pierra Fatia ústavu založenou na principu nezrušitelné lidové svrchovanosti; radním se však podařilo rozdělit je některými ústupky, načež byl Fatio a další popraveni za údajné spiknutí.
V roce 1734 vypukly nové nepokoje mezi tzv. représentanty. V roce 1734 došlo k novým nepokojům mezi tzv. représentanty, tj. občany, kteří vznášeli stížnosti proti vládě, négatify, stoupenci posledně jmenovaných, kteří nechtěli tyto myšlenky poslouchat, a négatify, kteří stáli někdy na straně prvních, jindy na straně druhých. Jedním z mluvčích byl Jacques-Barthélemy Micheli du Crest, který byl v roce 1735 odsouzen k trestu smrti. Teprve po třech letech občanských sporů došlo v roce 1738 díky zprostředkování Francie, Bernu a Curychu k urovnání, které navrátilo občanské obci právo rozhodovat o válce a míru, zákonech a daních, což moudře ocenil Jean-Jacques Rousseau.
Nyní v Ženevě panoval nerušený klid, dokud odsouzení Rousseauových děl Emil aneb O výchově a Sociální kontrakt v roce 1763 neobnovilo boj mezi représentanty a négatify, v jehož důsledku získala v roce 1768 městská rada právo volit polovinu členů parlamentu. Nyní se s požadavkem na zlepšení situace objevili i natifové; když rada odmítla potvrdit ústupky, které získali od buržoazie s pomocí représentantů, obě strany se spojily, svrhly vládu a 9. dubna 1782 předaly řízení státu tzv. bezpečnostnímu výboru. Na pozvání svržených vládců však do města vstoupilo 6000 Francouzů, 3000 Bernských a 2500 Sardinců a vůdci Lidové strany (Clavière, Duroveray, Dumont, Reybaz a další) uprchli, aby později sehráli významnou roli ve Francouzské revoluci jako Mirabeauovi spolupracovníci. V červenci 1782 byla obnovena stará situace.

### Helvétská republika a vznik kantonu Ženeva

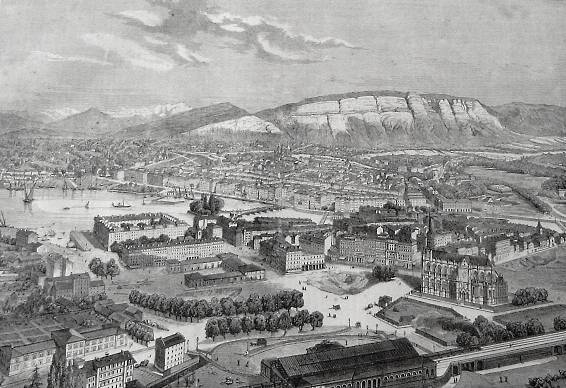
Ženeva (1860)

Kanton Ženeva vznikl v roce 1815 z městské republiky Ženeva, jejích poddanských území a francouzských a savojských území (např. města Carouge), která mu byla přidělena Vídeňským kongresem. Spolkový sněm 12. září 1814 oficiálně schválil přijetí Ženevy jako 22. kantonu do Švýcarské konfederace. Smlouva o unii byla podepsána 19. května 1815. Postoupení území Francie a Sardinského království bylo vyřešeno Pařížskou mírovou smlouvou v roce 1815 a Turínskou smlouvou v roce 1816.
Aristokratický režim trval až do poklidné revoluce 7. října 1846. Následujícího roku 1847 si Ženeva schválila novou kantonální ústavu a v roce 1848 souhlasila s novou federální ústavou Švýcarské konfederace. Od té doby patří mezi sociálně liberální kantony Švýcarska.

## Obyvatelstvo
K 31. prosinci 2021 žilo v kantonu Ženeva 509 448 obyvatel. Hustota zalidnění 1804 obyvatel na km² je výrazně vyšší než švýcarský průměr (212 obyvatel na km²). Podíl cizinců (obyvatel přihlášených k trvalému pobytu, avšak bez švýcarského občanství) činil k 31. prosinci 2019 40,0 %, zatímco v celé zemi bylo registrováno 25,3 % cizinců. Obojí je způsobeno zejména sídly mnoha mezinárodních organizací a zahraničních firem. K 30. červnu 2021 činila míra nezaměstnanosti 4,9 %, na spolkové úrovni pak 2,8 %.
| Vývoj počtu obyvatel | Vývoj počtu obyvatel | Vývoj počtu obyvatel | Vývoj počtu obyvatel | Vývoj počtu obyvatel | Vývoj počtu obyvatel | Vývoj počtu obyvatel | Vývoj počtu obyvatel | Vývoj počtu obyvatel | Vývoj počtu obyvatel |
| -------------------- | -------------------- | -------------------- | -------------------- | -------------------- | -------------------- | -------------------- | -------------------- | -------------------- | -------------------- |
| Rok                  | 1850                 | 1880                 | 1900                 | 1950                 | 1970                 | 2000                 | 2010                 | 2020                 |                      |
| Počet obyvatel       | 64 146               | 99 712               | 132 609              | 202 918              | 331 599              | 413 673              | 458 559              | 506 343              |                      |

### Jazyky
Úředním jazykem je francouzština.
Původní jazyk regionu, franko-provensálština, byl v pozdním středověku na oficiální úrovni nahrazen francouzštinou, ale na úrovni nářečí, zejména v obcích, které byly do roku 1815 savojské, se udržel až do 20. století. Dnes je ženevský dialekt již zaniklý.
Dle statistiky z roku 2019 uvádí 79,6 % obyvatel kantonu uvádí jako svůj hlavní jazyk francouzštinu, 12,2 % angličtinu, 10 % portugalštinu, 8 % španělštinu, 6,4 % italštinu a 4 % němčinu.

### Náboženství
Jako centrum kalvinistické revoluce, je kanton Ženeva tradičně baštou protestantského křesťanství. Oblasti, které patřily k Ženevě již před rokem 1815, jsou tradičně reformované, zatímco ty, které byly připojeny na Vídeňském kongresu, dříve francouzské a savojské, jsou tradičně katolické. Přesto ve 2. polovině 20. století vzrostl počet katolíků díky imigrantům z alpských oblastí, z okolních francouzských území jižní Evropy. I tak je ale Ženeva stále považována za protestantskou. Od roku 1907 však v kantonu platí odluka církve od státu podle francouzského vzoru.
Podle celostátního průzkumu náboženského vyznání, který v roce 2014 provedl Spolkový statistický úřad BFS, se 43 % obyvatel kantonu Ženeva hlásí ke katolické církvi, 10 % k reformované církvi a 27 % k jinému vyznání. Zbylých 20 % tvoří většinou stoupenci jiných křesťanských denominací (včetně evangelikálů) a muslimové. Necelá polovina (49 %) obyvatel kantonu se označuje za duchovně založené a jen asi třetina (35 %) za věřící. 44 % obyvatel věří v posmrtný život, 30 % v něj nevěří a dalších 26 % není rozhodnuto nebo nezná odpověď.

## Politika
Současná ústava kantonu Ženeva byla schválena v referendu 14. října 2012 (54,1 % hlasů) a vstoupila v platnost 1. června 2013. Nahradila předchozí ústavu, která formálně pochází z roku 1847, ale v roce 1958 byla zásadně přepracována.

### Přímá demokracie
Během čtyř měsíců mohou 3 % ženevských voličů navrhnout přijetí, změnu nebo zrušení zákona prostřednictvím lidové iniciativy; pro částečnou nebo úplnou revizi ústavy je třeba podpisů 4 % voličů.
Změny ústavy podléhají povinnému referendu, a proto musí být podrobeny lidovému hlasování.
Stejně tak mohou 3 % oprávněných voličů požadovat v nepovinném referendu, aby byl zákon přijatý Velkou radou nebo rozhodnutí Velké rady, která mají za následek značné finanční výdaje, podroben lidovému hlasování. Zákony o nové dani nebo o změně stávající daně, stejně jako zákony týkající se nájemního práva, vyžadují podpis pouze 500 voličů. Velká rada může také z vlastní iniciativy předložit zákony k lidovému hlasování.
Lidové iniciativy a referenda na komunální úrovni vyžadují podporu 20 procent oprávněných voličů v obcích do 5 000 oprávněných voličů, 10 procent v obcích s 5 000 až 30 000 oprávněnými voliči a 5 procent v obcích s více oprávněnými voliči.

### Legislativa

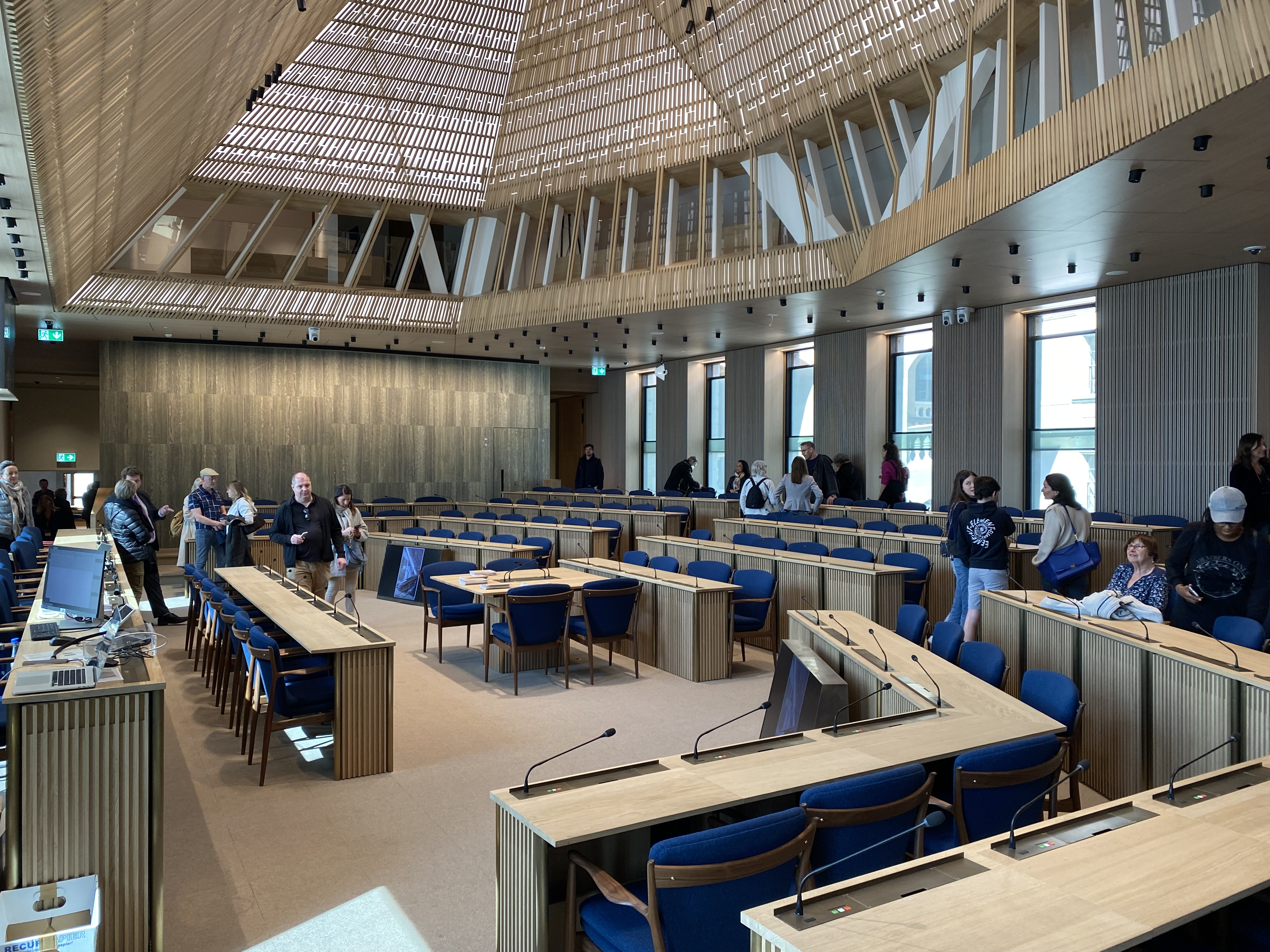
Vládní sál v Ženevě

Kantonální parlament, Velká rada (francouzsky Grand Conseil), má 100 členů (poslanců či radních). Jsou voleni na pětileté funkční období občany oprávněnými volit v jednom volebním obvodu podle systému poměrného zastoupení. Pro vstup do parlamentu platí spodní hranice zisku 7 procent hlasů.

### Vláda
Kantonální vláda, Státní rada (Conseil d'État), se skládá ze sedmi členů. Ti jsou voleni většinou hlasů na pevně stanovené funkční období, rovněž pětileté, přičemž první hlasování se koná současně s volbami do Velké rady. Státní rada ze svého středu volí svého předsedu na celé pětileté funkční období (podle referenda z 27. září 2020 však bude v dohledné době znovu zavedeno jednoleté předsednictví).

### Soudnictví
Organizace soudů se řídí ženevským zákonem o soudnictví z roku 2010. Soudy prvního stupně jsou občanskoprávní soud (Tribunal civil) a trestní soud (Tribunal pénal), které se dělí na několik oddělení. Soudem druhé instance v občanských a trestních věcech je Cour de justice, který se dělí na několik sekcí. Existují také zvláštní soudy, jako je Soud pro mladistvé (Tribunal des mineurs), Soud pro ochranu dětí a dospělých (Tribunal de protection de l'adulte et de l'enfant) - jehož soudci působí také jako smírčí soudci (Juges de la paix) - a Rozhodčí soud pro průmyslové záležitosti (Juges prud'hommes). Bývalý porotní soud (Cour d'assises) se stal zastaralým v roce 2011, kdy vstoupil v platnost švýcarský trestní řád, který již nestanoví soudní řízení podle zásady bezprostřednosti.
Ústavní soudnictví vykonává Ústavní soud (Cour constitutionnelle), který na žádost přezkoumává soulad kantonálních vyhlášek s nejvyšším právem, řeší spory týkající se výkonu kantonálních a komunálních politických práv a rozhoduje o konfliktech mezi státními orgány (autorités).
Správní spory projednává správní soud prvního stupně (Tribunal administratif de première instance) a správní soud (Cour de droit public), který je oddělením Soudního dvora.
Od roku 2005/2006 působí v kantonu Ženeva Účetní dvůr (Cour des comptes), který je nezávislý na státní správě a jehož šest členů kontroluje veřejné finance.
Ženevští soudci obecných soudů a soudci Účetního dvora jsou voleni v lidovém hlasování na dobu šesti let. Soudce zvláštních soudů volí Velká rada. Dohled nad soudy vykonává Rada soudců (Conseil supérieur de la magistrature), která má sedm až devět členů a jejíž složení a volba jsou stanoveny zákonem.

### Správní členění

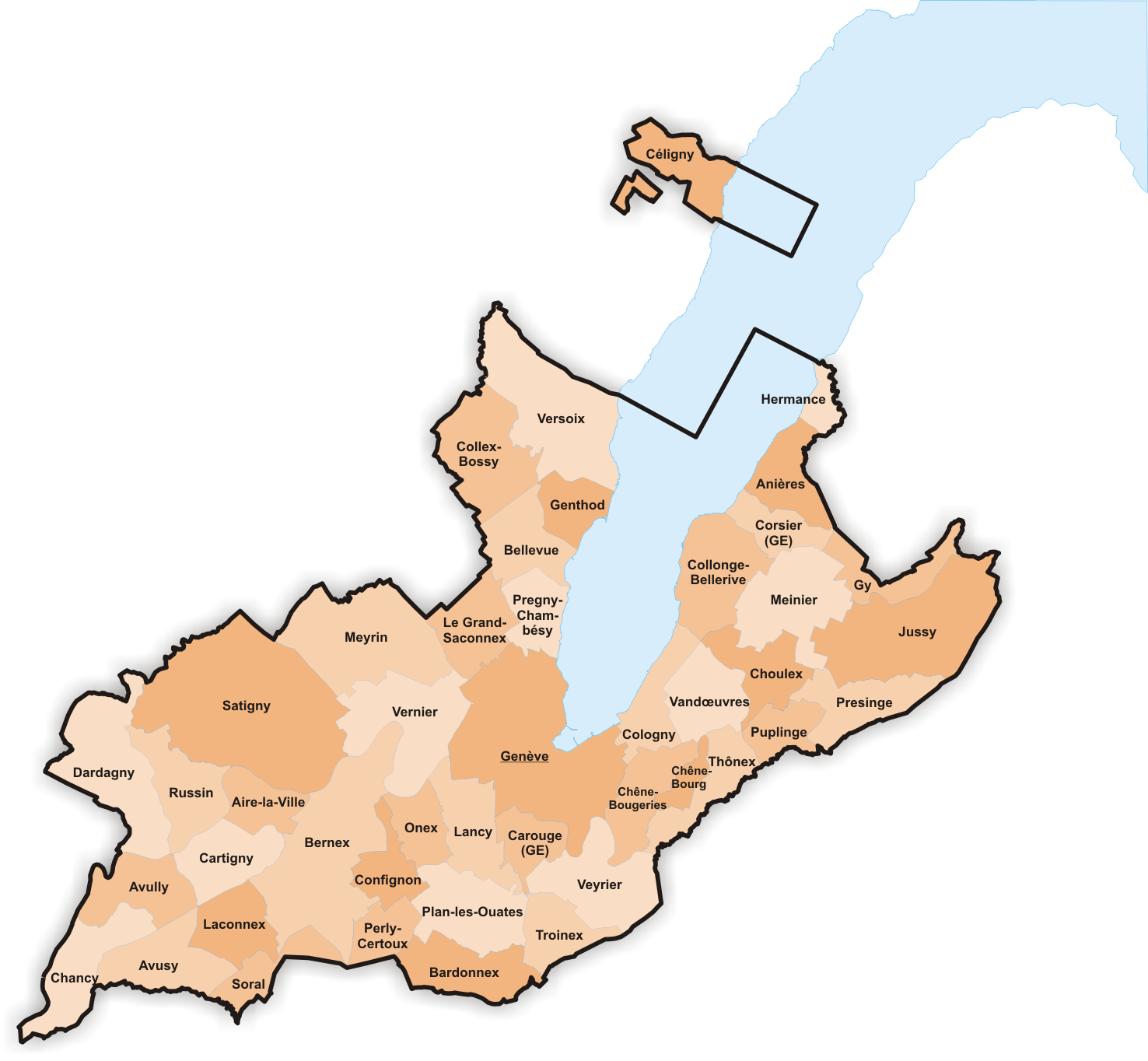
Mapa obcí kantonu Ženeva

Kantonu dominuje město Ženeva s více než 200 tisíci obyvatel. Kromě ní je na území kantonu dalších 44 politických obcí. Všechny obce jsou podle ženevské ústavy a zákonů autonomní, i když jejich nezávislost je ve srovnání s obcemi v německy mluvícím Švýcarsku značně omezená.
Každá obec má obecní radu (Conseil municipal) jako zákonodárný orgán a správní radu (Conseil administratif) jako výkonný orgán. V menších obcích je místo něj pouze jeden starosta obce (maire), kterému pomáhají dva zástupci. Obě rady jsou voleny občany na dobu pěti let.
Z celkového počtu 45 politických obcí je níže uvedeno dvanáct s více než 10 000 obyvateli k 31. prosinci 2020:
| Obec                  | Počet obyvatel |
| --------------------- | -------------- |
| Ženeva (hlavní město) | 203 856        |
| Vernier               | 34 898         |
| Lancy                 | 33 989         |
| Meyrin                | 26 129         |
| Carouge               | 22 536         |
| Onex                  | 18 933         |
| Thônex                | 14 573         |
| Versoix               | 13 281         |
| Chêne-Bougeries       | 12 621         |
| Le Grand-Saconnex     | 12 378         |
| Veyrier               | 11 861         |
| Plan-les-Ouates       | 10 601         |
| Bernex                | 10 258         |

Kanton Ženeva není rozdělen na okresy. Spolkový statistický úřad BFS však uvádí celý kanton jako jeden okres pod identifikátorem BFS-IDO 2500.

## Hospodářství

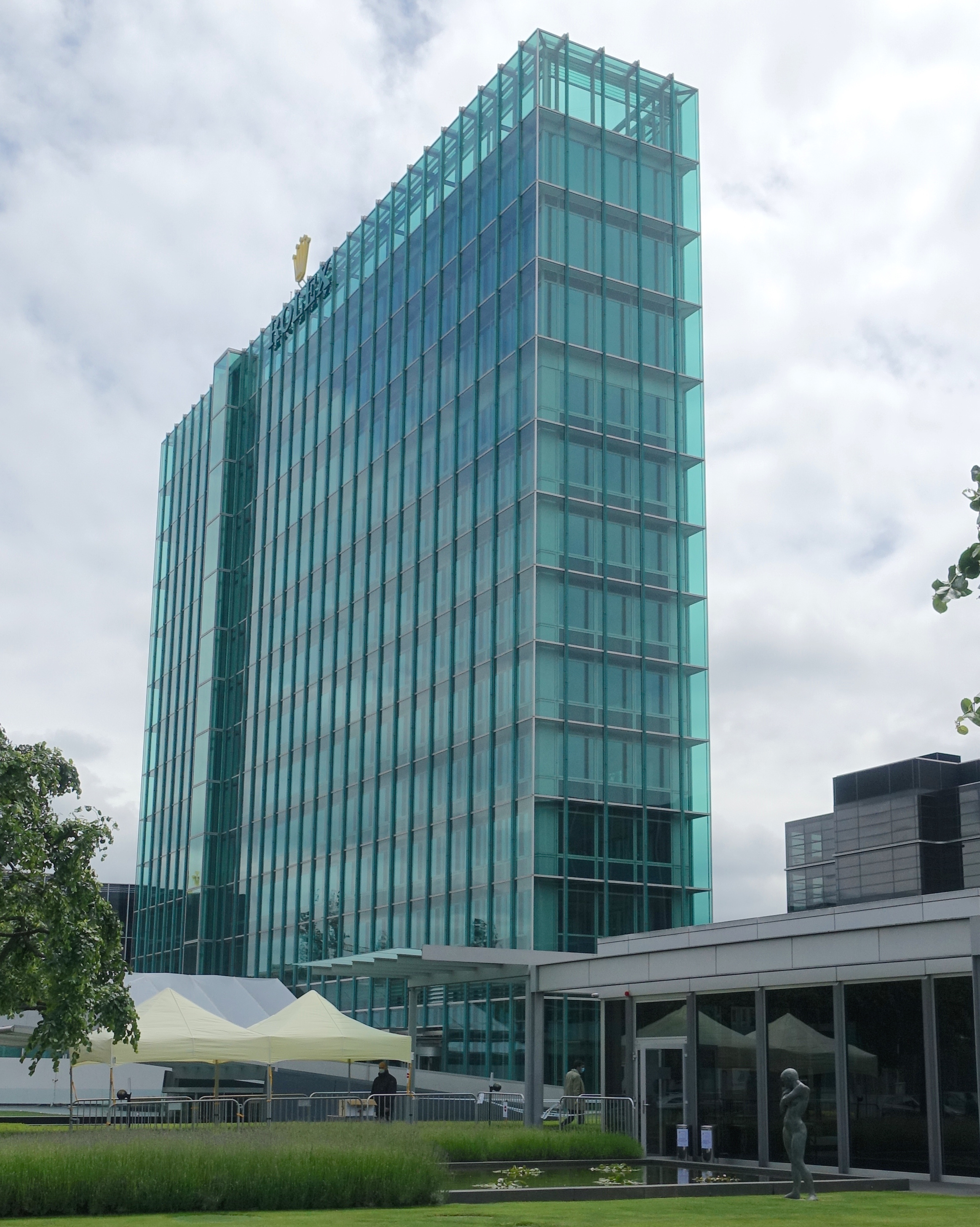
Sídlo firmy Rolex v Ženevě

Ekonomice kantonu výrazně dominuje město Ženeva. Je centrem komerce, obchodu a peněžnictví. Důležitou roli hraje také cestovní ruch. Velké množství švýcarských bank je umístěno v Ženevě, konkrétně banky soukromého sektoru (např. Pictet, Lombard Odier, Union Bancaire Privée a další). Z hospodářství převládají služby. Vedení mnoha mezinárodních společností a mezinárodních organizací sídlí v Ženevě, jako například některé odborné organizace OSN. V Ženevě sídlí také Evropská organizace pro jaderný výzkum včetně urychlovače částic, Mezinárodní červený kříž a další.
V Ženevě také sídlí množství módních a hodinářských firem, např. Rolex, Cartier, Patek Philippe a další.
V roce 2020 obhospodařovalo 13,1 % zemědělské půdy kantonu ekologicky 60 zemědělských podniků.
Hlavními elektrárnami v kantonu jsou říční elektrárny Barrage de Verbois (466 gigawatthodin ročně) a Chancy-Pougny (210 GWh/rok), elektrárna na energetické využití odpadu Les Cheneviers (125 GWh/rok) a říční elektrárna Barrage du Seujet (20 GWh/rok). Kantonálním podnikem pro infrastrukturu je Services Industriels de Genève.

## Doprava
Město a kanton jsou vnitrostátně i mezinárodně dostupné: druhé největší letiště ve Švýcarsku (Ženeva-Cointrin), napojení na francouzskou vysokorychlostní železniční síť (TGV), dálnice A1 Lyon–Bern. Dlouhodobě zanedbávaná regionální veřejná doprava je v současné době opět výrazně podporována prostřednictvím obnoveného rozšíření tramvajové sítě, která byla dříve značně omezena. V roce 2021 byla míra automobilizace (počet osobních automobilů na 1000 obyvatel) 428.